# Душейн (окръг)
Окръг Душейн (на английски: Duchesne County) е окръг в щата Юта, Съединени американски щати. Площта му е 8433 km², а населението – 18 607 души (2010). Административен център е град Душейн.

## Градове
- Майтън